# 트렌티나라
트렌티나라(이탈리아어: Trentinara)는 이탈리아 캄파니아주 살레르노도에 있는 코무네이다.